# Петропавловська міська адміністрація
Петропа́вловська міська адміністрація (каз. Петропавл қаласы әкімдігі, рос. Петропавловская городская администрация) — адміністративна одиниця у складі Північноказахстанської області Казахстану. Адміністративний центр — місто Петропавловськ.

## Історія
11 січня 1932 року було ліквідовано Петропавловський район, місто утворило Петропавловську міську раду. 27-28 лютого 1932 року до складу Мамлютського району увійшли Бишкульська, Кривоозерська та Новопавловська сільради Петропавловської міськради.
21 жовтня 1943 року у місті Петропавловськ було утворено 3 міські райони — Залізничний, Промисловий та Центральний. 7 липня 1948 року міські райони Петропавловська були ліквідовані.
14 липня 1954 року населений пункт Центральна усадьба совхоза ДорУРС Петропавловської міськради передано до складу Бішкульської сільради Петропавловського району. 30 вересня 1958 року населений пункт радгоспу №1 ДорУРСа Приішимського району та село Борки Соколовського району передано до складу Петропавловської міськради.
4 січня 1963 року до складу Бішкульської сільради Радянського району передано радгоспи імені Мічуріна та Озерний.
25 грудня 1973 року у місті Петропавловську утворено 2 міських райони — Кіровський та Куйбишевський.
7 червня 1979 року до складу міськради передано село Новопавловка Рощинської сільради Соколовського району.
9 липня 1988 року міські райони Петропавловська були ліквідовані.
21 грудня 2006 року до складу Петропавловської міської адміністрації передана територія Кизилжарського району площею 2,38 км².

## Населення
Населення — 222636 осіб (2021; 202454 у 2009, 204497 у 1999, 242304 у 1989).
Національний склад (2015):
- росіяни — 132827 осіб (63,11 %)
- казахи — 55721 особа (26,47 %)
- татари — 6710 осіб (3,19 %)
- українці — 4461 особа (2,12 %)
- німці — 3743 особи (1,78 %)
- білоруси — 964 особи
- поляки — 843 особи
- азербайджанці — 698 осіб
- вірмени — 689 осіб
- таджики — 660 осіб
- узбеки — 229 осіб
- башкири — 215 осіб
- чеченці — 191 особа
- литовці — 165 осіб
- чуваші — 162 особи
- інгуші — 110 осіб
- мордва — 89 осіб

## Склад
До складу адміністрації входить місто Петропавловськ:
| Поселення                                    | Населення, осіб (1989) | Населення, осіб (1999) | Населення, осіб (2009) | Населення, осіб (2021) |
| -------------------------------------------- | ---------------------- | ---------------------- | ---------------------- | ---------------------- |
| Петропавловськ, місто                        | 241360                 | 203523                 | 201446                 | 222636                 |
| Куйбишевське, село                           | 255                    | 218                    | 239                    | -                      |
| Новопавловка, село                           | 120                    | 117                    | 141                    | -                      |
| Остановочний пункт 2629 км, станційне селище | 314                    | 436                    | 450                    | -                      |
| Остановочний пункт 2639 км, станційне селище | 156                    | 146                    | 122                    | -                      |
| Тепловське, село                             | 99                     | 57                     | 56                     | -                      |

2018 року до складу міста були включені ліквідовані сільські населені пункти Куйбишевське, Новопавловка, Тепловське та Остановочний пункт 2629 км. У період 2009—2021 років було також ліквідовано станційне селище Остановочний пункт 2639 км.